# متلازمة العصبون المحرك العلوي
متلازمة العصبون المحرك العلوي (يو إم إن إس)، هي تغيرات في التحكم الحركي قد تحدث في العضلات الهيكلية بعد آفة العصبون الحركي العلوي.
عقب آفات العصبون المحرك العلوي، يُحتمل أن تبدي العضلات المصابة عدة صفات لتغير الأداء، تشمل:
- ضعف (تدني قدرة العضلات على توليد القوة).
- تدني التحكم الحركي بما في ذلك هبوط السرعة وتدني المهارة.
- تغير توتر العضلات (فرط توتر)، أي ارتفاع المستوى القاعدي لنشاط العضلات أو انخفاضه.
- انخفاض قدرة التحمل.
- فرط منعكسات الأوتار العميقة وحدوث التقبض والرمع (وهو سلسلة من التقلصات العضلية السريعة اللاإرادية).

تسمى هذه العلامات مجتمعة «متلازمة العصبون المحرك العلوي». تظهِر العضلات المصابة عادة علامات عديدة، وتتوقف شدة هذه العلامات على درجة الضرر وعلى العوامل الأخرى التي تؤثر على التحكم الحركي. في الدوائر التشريحية العصبية، غالبًا ما يقال مثلًا على سبيل المزاح أن القطع النصفي للحبل الشوكي الرقبي يؤدي إلى «متلازمة العصبون المحرك العلوي السفلي ومتلازمة العصبون المحرك العلوي السفلي». يشير المثل إلى أن أعراض العصبون المحرك السفلي تظهر في الطرف العلوي (الذراع)، وأعراض العصبون المحرك العلوي تظهر في الطرف السفلي (الساق).
تطور فهم المتخصصين الصحيين لضعف العضلات بعد آفة العصبون المحرك العلوي تطورًا كبيرًا في العقود الأخيرة. مع ذلك، ما يزال تشخيص «التشنج» يستخدم في كثير من الأحيان بالتبادل مع متلازمة العصبون المحرك العلوي، وليس من النادر رؤية مرضى مصنفين على أنهم مصابون بالتشنج وهم يظهرون مجموعة من موجودات العصبون المحرك العلوي.
يعرف التشنج على أنه منعكس شد مبالغ فيه، أي أن العضلة تعاني من تقلص انعكاسي عند الشد، وأن هذا التقلص يكون أقوى حين يُنفذ الشد بسرعة أكبر. يصف تعريف لانس المقتبس والشائع (1980) المرض بأنه «اضطراب حركي يتميز بزيادة مبنية على السرعة في منعكسات الشد التوترية وهزات أوتار زائدة، ينتجان عن فرط استثارة منعكس الشد بصفته أحد مكونات متلازمة العصبون المحرك العلوي (يو إم إن)».
يعد التشنج سمة شائعة لأداء العضلات بعد آفات العصبون المحرك العلوي، ولكنه عمومًا أقل أهمية سريريًا بالمقارنة مع السمات الأخرى مثل نقص القوة وتدني التحكم وانخفاض القدرة على التحمل. يؤدي الخلط في استخدام المصطلحات إلى تعقيد تقييم المرض وتخطيط العلاج من قبل المتخصصين الصحيين، إذ يخلط الكثيرون بين الموجودات الأخرى لمتلازمة العصبون المحرك العلوي ويشخصونها على أنها تشنج. من المحتمل أن يؤدي هذا الخلط بالمتخصصين الصحيين إلى الانغماس في محاولات تثبيط منعكس الشد الزائد لتحسين أداء العضلات، تاركين التغيرات الأكثر أهمية في متلازمة العصبون المحرك العلوي، مثل الضعف، دون علاج. يؤدي تحسن فهم السمات المتعددة لمتلازمة العصبون المحرك العلوي إلى تقييم أقوى وتحسن مخطط العلاج.